# UFC 74
UFC 74: Respect（ユーエフシー・セブンティフォー：リスペクト）は、アメリカ合衆国の総合格闘技団体「UFC」の大会の一つ。2007年8月25日、ネバダ州ラスベガスのマンダレイ・ベイ・イベント・センターで開催された。
大会メインイベントではUFC世界ヘビー級王者ランディ・クートゥアと挑戦者ガブリエル・ゴンザーガによるUFC世界ヘビー級タイトルマッチが行われた。

## 大会概要
メインイベントであるランディ・クートゥア対ガブリエル・ゴンザーガのUFC世界ヘビー級タイトルマッチでは、クートゥアがゴンザーガをTKOで降し、44歳にして王座防衛に成功した。セミファイナルでは王座陥落後の復帰戦となるジョルジュ・サンピエールがジョシュ・コスチェックを判定で破った。
第4試合のレナート・ババル対デビッド・ヒース戦では、ヒースがタップした後もババルが絞めを解かなかったため、試合後ババルにはネバダ州アスレチック・コミッションより25,000ドルの罰金が課せられた（これは当該試合の勝利者賞の額に相当）。また、ババルにはUFCとの契約更新がない旨も併せて通知された。
今大会でUFC初参戦となったマーカス・アウレリオは、クレイ・グイダに僅差の判定で敗れ、黒星デビューとなった。
キャリア8戦全勝の元KOTC世界ライト級王者アルバート・クレインがUFCデビュー。

## 試合結果

### プレリミナリィカード
第1試合 ライト級 5分3R
○  クレイ・グイダ vs.  マーカス・アウレリオ ×
3R終了 判定2-1（30-27、30-27、28-29）
第2試合 ミドル級 5分3R
○  ターレス・レイチ vs.  ライアン・ジェンセン ×
1R 3:47 腕ひしぎ十字固め
レイチはトラヴィス・ルターに代わっての出場。
第3試合 ヘビー級 5分3R
○  フランク・ミア vs.  アントニー・ハードンク ×
1R 1:17 チキンウィングアームロック
第4試合 ライトヘビー級 5分3R
○  レナート・ババル vs.  デビッド・ヒース ×
3R 3:30 スピニングチョーク

### メインカード
第5試合 ミドル級 5分3R
○  パトリック・コーテ vs.  ケンドール・グローブ ×
1R 4:45 TKO（レフェリーストップ：マウントパンチ）
第6試合 ライト級 5分3R
○  ジョー・スティーブンソン vs.  カート・ペレグリーノ ×
3R終了 判定3-0（30-27、30-27、29-28）
第7試合 ライト級 5分3R
○  ロジャー・ウエルタ vs.  アルバート・クレイン ×
3R 1:50 TKO（レフェリーストップ：パウンド）
第8試合 ウェルター級 5分3R
○  ジョルジュ・サンピエール vs.  ジョシュ・コスチェック ×
3R終了 判定3-0（29-28、29-28、30-27）
第9試合 UFC世界ヘビー級タイトルマッチ 5分5R
○  ランディ・クートゥア vs.  ガブリエル・ゴンザーガ ×
3R 1:37 TKO（レフェリーストップ：マウントパンチ）
※クートゥアが王座の初防衛に成功。

### 各賞
ファイト・オブ・ザ・ナイト： ランディ・クートゥア vs. ガブリエル・ゴンザーガ
ノックアウト・オブ・ザ・ナイト： パトリック・コーテ
サブミッション・オブ・ザ・ナイト： ターレス・レイチ
各選手にはボーナスとして40,000ドルが支給された。